# Jean Marmillod
Jean Rodolphe François Marmillod (1720 – 1786) var en fransk ingeniør og vejekspert, der stod for en del større vejprojekter ved i og omkring København i anden halvdel af 1700-tallet.
Han blev i 1764 hentet til Danmark af den daværende statsminister J.H.E. Bernstorff med den opgave at forbedre vejnettet til/fra hovedstaden for at give erhvervslivet bedre betingelser. Han havde indtil 1775 titel af Overvejinspektør.
Fra 1764 til 1775 stod han for anlæggelsen af en kongevej fra Vibenshus over Lyngby til Fredensborg, den vej som i dag kendes som Lyngbyvej og, længere mod nord, Lyngby Hovedgade og Kongevejen. Derudover forestod han anlæggelsen af bl.a. Roskildevej mellem Roskilde og den nuværende Damhuskroen, samt Bernstorffsvej i Gentofte og en række brolægningsprojekter inde i København.
Da den fortsatte betaling til ham for Lyngbyvej udeblev i 1775 valgte han at flytte tilbage til Frankrig sammen med sin familie, hvor sønnen ellers var blevet ansat som elev.